# Corbeilles
Corbeilles é uma comuna francesa na região administrativa do Centro, no departamento Loiret. Estende-se por uma área de 32,27 km². Em 2010 a comuna tinha 1 566 habitantes (densidade: 48,5 hab./km²).